# Novillas
Novillas es un municipio y localidad española de la provincia de Zaragoza, en la comunidad autónoma de Aragón. El término municipal, ubicado en la comarca del Campo de Borja, tiene una población de 502 habitantes (INE 2024).

## Geografía
Novillas está situada a 60 km de Zaragoza a 239 m sobre el nivel del mar, en la margen derecha del río Ebro. Su término municipal tiene una superficie de 25,27 km² limita con los pueblos de Tauste, Gallur, Mallén y Cortes. Desde el punto de vista eclesiástico, pertenece a la diócesis Tarazona.

A nivel hidrológico es el primer pueblo de Aragón por donde el río Ebro discurre y en su término municipal desemboca el Rio Huecha. También cuenta con el Canal Imperial de Aragón y el canal de Tauste, de donde coge las aguas para regar su fértil huerta.
Las riadas durante el siglo XXI, de menor a mayor, han alcanzado las siguientes alturas: 7,45 m (27/01/2009) 7,62 m (05/12/2012) 7,66 m (13/02/2009) 7,69 m (03/06/2008) 7,77 m (16/01/2010) 7,85 m (04/04/2007) 7,89 m (24/01/2013) 8,13 m (07/02/2003) 8,25 m (12/12/2021) 8,36 m el 28 de febrero de 2015. El 12 de enero de 2022, alcanzó los 7,03 m.

## Historia
El origen de su nombre es Ibero Noulle, después los romanos la llamaron Nouellas.
En 1118, el rey Alfonso I, tras tomar las plazas de Ejea y Tauste, irrumpe con fuerza en el valle del Ebro y conquista Zaragoza llegando hasta Novillas.
La repoblación de Novillas corrió a cargo de cristianos y con parte de los 10.000 mozárabes que trajo el Batallador de su expedición por tierras andaluzas en 1126; el mismo rey Alfonso I, durante su estancia en el castillo de Novillas, en junio de 1132, concede la Carta Puebla a los mozárabes traídos aquí, otorgándoles los mismos derechos que otorgó a las ciudades de Zaragoza y Tudela: … "FACTA HAC CARTA IN ERA Mª Cª L X X IN MENSE JUNII, IN VILLA QUI DICITUR NOVELLAS, REGNANTE EGO ALPHONSUS REX IN ARAGON ET IN PAMPILONA..."
En 1133 Fortún Garcés Cajal, mayordomo del rey Alfonso I, y su esposa doña Toda, hacen voto de peregrinar a Jerusalén y testan a favor del Temple y del Hospital sus propiedades en Tudela, Tarazona y Novillas; en 1135 el Temple recibió juntamente con el Hospital la población y castillo de Novillas del rey García Ramírez de Pamplona, que por entonces estaba en litigio con Aragón.
Los Templarios concedieron en 1151 Carta Puebla a la villa y cambiaron a los Hospitalarios sus posesiones en Mallén, para que Novillas fuera enteramente suya. Este acuerdo motivará la aparición de conflictos entre los vecinos de una y otra villa a consecuencia de derechos y heredades, como en 1273, cuando Jaime I ratificaba un acuerdo entre Novillas y Mallén sobre las diferencias tenidas en las talas y otros daños producidos en las propiedades. En mayo de 1305, se regula el tránsito de los ganaderos de Mallén por el término de Novillas y los derechos de riego que unos y otros tenían.
También en 1151 el obispo García de Zaragoza concedió al Temple sus derechos sobre la iglesia con la condición de que paguen anualmente la cantidad de doce dineros a la sede Zaragozana por los bienes que disfrutan en esta localidad y la obligación de concurrir a los concilios de esta diócesis y recoger allí el Santo óleo para los Sacramentos, es a partir de entonces cuando se produce la expansión de los monjes-guerreros por la ribera del Ebro. Novillas fue la gran encomienda del valle medio del Ebro y la más próspera económicamente, “existiendo un cartulario impresionante sobre sus posesiones y actividades desde 1117 a 1198 del último tercio del siglo XII, depositado en el Archivo Histórico Nacional (L.595), contiene un amplio repertorio documental sobre la primera etapa de la orden del Temple en el valle medio del Ebro”.
El maestre de Novillas era una de las primeras autoridades templarias peninsulares, ejerciendo el control de la Orden en tierras navarras y en gran parte de las aragonesas. En 1174 el comendador don Nuño figura al frente de las encomiendas de Novillas y Huesca.
Tras la desaparición del Temple el castillo y sus pertenencias pasaron a los Hospitalarios, quienes en el siglo XVI levantaron el palacio sobre la antigua fortificación, y tuvieron allí una importante encomienda que duró desde el año 1314 a 1841 estando administrativamente encuadrada en el Gran Priorato de Navarra de la Orden de San Juan de Jerusalén.
Del antiguo castillo Templario solo quedan algunos muros de piedra, y restos de un torreón de mampostería en una de las esquinas traseras. Sobre sus restos los Hospitalarios construyeron en el siglo XVI el palacio fortificado en estilo gótico-mudéjar aragonés, como centro de su señorío. En sus lados mayores presenta grandes arcadas que enmarcan ventanas y balcones, posee tres plantas y esta rematado por una galería de arquillos. Algunos de sus comendadores fueron Luis de Talavera, Pedro de Montserrat y José Caro y Fonte. Bajo el mandato de este último comendador se construye la iglesia actual.
Hacia mediados del siglo XIX, el lugar tenía contabilizada una población de 485 habitantes. Aparece descrito en el decimosegundo volumen del Diccionario geográfico-estadístico-histórico de España y sus posesiones de Ultramar de Pascual Madoz de la siguiente manera:

NOVILLAS: l. con ayunt. de la prov., aud. terr. y dióc. de Zaragoza (10 leg.), c. g. de Aragon, part. jud. de Borja (2). sit. en una llanura, á la margen der. del r. Ebro, cerca á la confluencia del r. Huecha: le baten todos los vientos; su clima es templado y afecto á calenturas intermitentes. Tiene 80 casas, 1 escuela de niños á la que concurren 30, dotada con 18 cah. de trigo que pagan los vec., igl. parr. (Ntra. Sra. de la Esperanza), servida por un párroco con el título de prior, que nombraba el comendador de la orden de San Juan de Jerusalen; 1 ermita á la izq. del Ebro con la advocacion de la Concepcion, y un cementerio en parage ventilado: los vec. se surten de las aguas del Ebro. Confina el térm. por N. con el de Tauste; E. Gallur; S. Mallen, y O. Bunuel y Cortes de Navarra. En su radio se encuentran 7 casas de campo. El terreno es dilatado, llano y fértil, que se riega con las aguas del canal imperial y del de Tauste, y con varias fuentes abundantes que nacen en el térm. Los caminos son locales v carreteros, en regular estado. El correo se recibe 3 veces á la semana. prod.: trigo, cebada, maiz, vino, aceite, frutas, legumbres y hortalizas: mantiene poco ganado lanar; hay caza de liebres, perdices, codornices y algunas ánades en su tiempo, y pesca de barbos, madrillas y anguilas. ind.: la agrícola, arriera y un molino harinero. El comercio se reduce al acopio de granos que trasportan á Cataluña, importando á la vez paños y telas: hay 2 pequeñas tiendas de abacería. pobl.: 102 vec., 485 alm. cap. prod.: 570,000 rs. imp.: 35,400. contr.: 9,578.
 Es esta v. de grande antigüedad. En el sitio que ocupa la igl. se encontraron monedas de Constantino. Consta que ya era v. en el año 1174 y que pertenecia al reino de Aragon habiendo sido antes del de Navarra por donacion que hizo el rey D. García á los caballeros templarios, y que el motivo de ser tan dilatado su término es por haber habido en él 2 v. llamadas Cabanas y Bazazol. Fue concedida á la orden de San Juan. Su escudo de armas ostenta 2 novillos.
(Madoz, 1849, p. 187)

## Demografía
Novillas cuenta con una población de 502 habitantes (INE 2024).
| Gráfica de evolución demográfica de Novillas entre 1842 y 2021                                                      |
| |
| Población de derecho según los censos de población del INE Población de hecho según los censos de población del INE |

## Administración y política
| Período         | Alcalde               | Partido |  |
| --------------- | --------------------- | ------- |  |
| 1979-1983       | Antonio Vera Irún     | Ind.    |  |
| 1983-1987       | Antonio Pascual Irún  | Ind.    |  |
| 1987-1991       | Antonio Ruíz Cabestre | PP      |  |
| 1991-1995       | Antonio Ruíz Cabestre | PP      |  |
| 1995-1999       | Antonio Ruíz Cabestre | PP      |  |
| 1999-2003       | Antonio Ruíz Cabestre | PP      |  |
| 2003-2007       | José Ayesa Zordia     | PSOE    |  |
| 2007-2011       | José Ayesa Zordia     | PSOE    |  |
| 2011-2015       | José Ayesa Zordia     | PSOE    |  |
| 2015-2019       | José Ayesa Zordia     | PSOE    |  |
| 2019-actualidad | Abel Ulises Vera Irún | PP      |  |

| Partido político    | Partido político                                   | 2003   | 2007   | 2011   | 2015   | 2019   | 2023   |
| Partido político    | Partido político                                   | Ediles | Ediles | Ediles | Ediles | Ediles | Ediles |
|                     | Partido de los Socialistas de Aragón (PSOE-Aragón) | 4      | 4      | 4      | 5      | 3      | 2      |
|                     | Partido Popular de Aragón (PP)                     | 2      | 1      | 3      | 2      | 4      | 5      |
|                     | Chunta Aragonesista (CHA)                          | —      | —      | 0      | —      | —      | —      |
|                     | Partido Aragonés (PAR)                             | 1      | 2      | —      | —      | —      | —      |
| Total de concejales | Total de concejales                                | 7      | 7      | 7      | 7      | 7      | 7      |

## Patrimonio

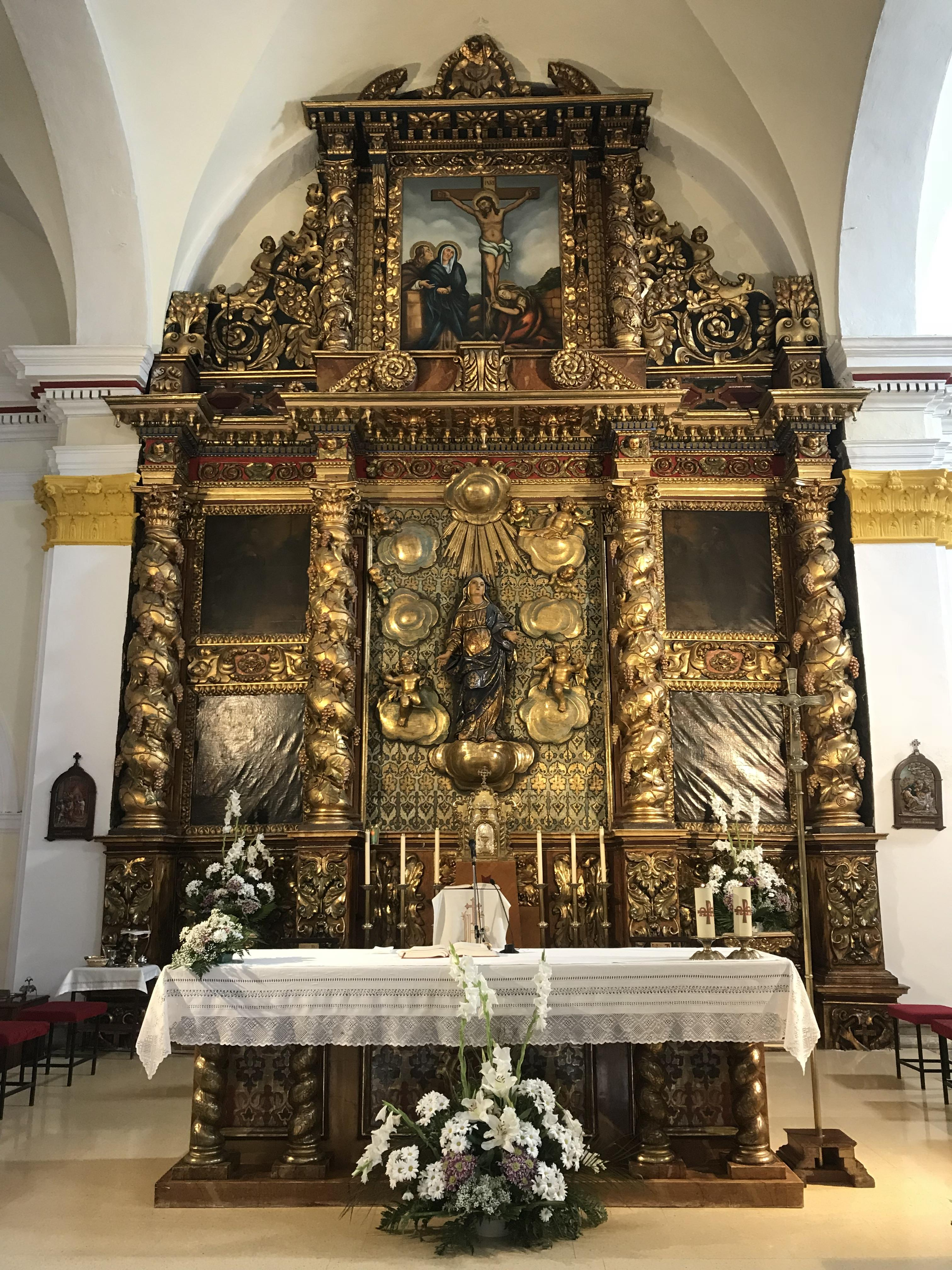
Retablo mayor de la iglesia de Ntra. Sra. de la Esperanza

- Iglesia parroquial de Nuestra Señora de La Esperanza,[4] de estilo neoclásico. Levantada sobre el solar de la antigua iglesia románica.
- Museo del Labrador.
- Fuente de los leones.
- Restos torreón islámico siglos IX-XI.
- Castillo de la Orden del Temple. Siglo XII (restos)
- Palacio de la Orden de San Juan de Jerusalén, siglo XVII
- Fuerte fusilero de las guerras carlistas.[9]
- Parque del Río Ebro.

## Fiestas
- Día del puente, 20 de julio. La celebración tiene su origen en la inauguración del puente sobre el río Ebro (20 de julio de 1982), y aunque durante los ochenta y los noventa se celebraba únicamente ese día concreto, en la actualidad incluye el fin de semana más cercano.
- San Jorge,23 de abril.
- Virgen del Rosario, del 6 al 12 de octubre, patronales. El 7 de octubre es el día de la Virgen, en el que se hace el dance del Paloteao.
- San Nicasio, 14 de diciembre, patrón de la localidad.